# Xenoitas
Xenoitas (* im 3. Jahrhundert v. Chr.; † 221 v. Chr.) war ein im 3. Jahrhundert v. Chr. lebender Söldnerführer des Seleukiden-Königs Antiochos III.
Xenoitas stammte aus Achaia und trat als Söldnerführer in den Dienst von Antiochos III., der 223 v. Chr. als König des Seleukidenreichs an die Macht gekommen war. Der zum Generalstatthalter der Oberen Satrapien ernannte medische Satrap Molon war bald nach Antiochos’ Thronbesteigung von diesem abgefallen und hatte 222 v. Chr. die gegen ihn gesandten seleukidischen Feldherren Xenon und Theodotos Hemiolios zurückgedrängt. Im nächsten Jahr 221 v. Chr. wurde Xenoitas vom Reichskanzler Hermeias beauftragt, als bevollmächtigter Stratege den Usurpator zu bekämpfen. In dieser Stellung dürfte Xenoitas nicht nur den Oberbefehl über sein Heer, sondern auch über die örtlichen Gouverneure geführt haben. Er zog mit seinen Truppen zuerst nach Seleukeia am Tigris, wo sich laut seinem Befehl auch die Statthalter von Susiana und der Provinz am Roten Meer (Mesene), Diogenes und Pythiades, mit den ihnen zur Verfügung stehenden Heereskontingenten einfinden sollten. Dann suchte er Molon zu täuschen, indem er scheinbare Vorbereitungen traf, den Tigris an einer Stelle zu überschreiten, wo sich eine Flussinsel befand. Stattdessen überquerte er nachts den Tigris etwa 80 Stadien unterhalb von Molons Lager mit Eliteeinheiten der Infanterie und Kavallerie auf schon zuvor ausgerüsteten Schiffen. Ein Teil seines Heers ließ er in seinem Lager zurück. Nachdem eine von Molon angeordnete Reiterattacke auf Xenoitas’ günstig gelegene Stellung gescheitert war, machte der Usurpator unter Zurücklassung seines Gepäcks einen taktischen Scheinrückzug in Richtung auf das medische Grenzgebirge. Xenoitas gestattete seinen Soldaten die Plünderung des feindlichen Lagers, woraufhin diese eine nächtliche Siegesfeier veranstalteten. Molon war unterdessen mit seinem Heer umgekehrt, überfiel im Morgengrauen überraschend die betrunkenen gegnerischen Truppen und ließ sie niedermetzeln. Xenoitas selbst fiel im Kampf gegen Molons Krieger.